# Sergei Bagapsh
Sergei Vasilyevich Bagapsh, em abcázio Сергеи Багаҧшь (Sucumi, 4 de Março de 1949 — Moscou, 29 de Maio de 2011) foi um político abcázio. Foi presidente do seu país, de 2005 até 2011. Durante seu governo, apoiou as forças russas na Guerra da Ossétia e direcionou seu estado a uma aliança com a Rússia. Morreu em decorrência de uma cirurgia para a retirada de um tumor pulmonar , foi velado em Moscou, homenageado pelo presidente e pelo primeiro-ministro russos e enterrado ao som do hino nacional russo.